# Liga de Voleibol Superior Masculino 2003
La Liga de Voleibol Superior Masculino 2003 si è svolta nel 2003: al torneo hanno partecipato 10 franchigie portoricane e la vittoria finale è andata per la diciannovesima volta ai Changos de Naranjito.

## Regolamento
La competizione vede le dieci franchigie partecipanti divise in due gruppi da cinque squadre ciascuno, quelle appartenenti allo stesso gruppo si affrontano quattro volte tra loro, mentre si incontrano per tre volte con quelle proveniente dall'altro gruppo:
- Le prime otto classificate accedono ai play-off strutturati in quarti di finali, al meglio delle cinque gare, semifinali e finale, al meglio delle sette gare.

## Squadre partecipanti
| - Caribes de San Sebastián - Criollos de Caguas - Changos de Naranjito - Gigantes de Adjuntas - Leones de Ponce | - Patriotas de Lares - Plataneros de Corozal - Playeros de San Juan - Rebeldes de Moca - Vaqueros de Bayamón |

## Campionato

### Regular season

#### Classifica
| Pos. | Squadra                  | Pt | G  | V  | P  | SV | SP | Ratio | PF | PS | Ratio |
| ---- | ------------------------ | -- | -- | -- | -- | -- | -- | ----- | -- | -- | ----- |
| 1    | Rebeldes de Moca         | 34 | 22 | 17 | 5  |    |    |       |    |    |       |
| 2    | Changos de Naranjito     | 34 | 22 | 17 | 5  |    |    |       |    |    |       |
| 3    | Gigantes de Adjuntas     | 26 | 22 | 13 | 9  |    |    |       |    |    |       |
| 4    | Caribes de San Sebastián | 26 | 22 | 13 | 9  |    |    |       |    |    |       |
| 5    | Patriotas de Lares       | 22 | 22 | 11 | 11 |    |    |       |    |    |       |
| 6    | Vaqueros de Bayamón      | 22 | 22 | 11 | 11 |    |    |       |    |    |       |
| 7    | Plataneros de Corozal    | 22 | 22 | 11 | 11 |    |    |       |    |    |       |
| 8    | Playeros de San Juan     | 18 | 22 | 9  | 13 |    |    |       |    |    |       |
| 9    | Criollos de Caguas       | 8  | 22 | 4  | 18 |    |    |       |    |    |       |
| 10   | Leones de Ponce          | 6  | 22 | 3  | 19 |    |    |       |    |    |       |

| Ai play-off scudetto |

### Play-off
|  | Quarti di finale | Quarti di finale      | Quarti di finale     | Quarti di finale     | Quarti di finale | Quarti di finale | Quarti di finale |   |                      | Semifinali          | Semifinali               | Semifinali | Semifinali | Semifinali | Semifinali | Semifinali | Semifinali | Semifinali |  |  | Finale | Finale               | Finale | Finale | Finale | Finale | Finale | Finale | Finale |
|  |                  |                       |                      |                      |                  |                  |                  |   |                      |                     |                          |            |            |            |            |            |            |            |  |  |        |                      |        |        |        |        |        |        |        |
|  | 1                | Rebeldes de Moca      | 3                    | 1                    | 3                | 0                | ?                |   |                      |                     |                          |            |            |            |            |            |            |            |  |  |        |                      |        |        |        |        |        |        |        |
|  | 8                | Playeros de San Juan  | 0                    | 3                    | ?                | 3                | 3                |   |                      |                     |                          |            |            |            |            |            |            |            |  |  |        |                      |        |        |        |        |        |        |        |
|  | 8                | Playeros de San Juan  | 0                    | 3                    | ?                | 3                | 3                |   | 5                    | Vaqueros de Bayamón | 3                        | 3          | 3          | 2          | 1          | 0          | 0          |            |  |  |        |                      |        |        |        |        |        |        |        |
|  |                  |                       |                      |                      |                  |                  |                  |   | 5                    | Vaqueros de Bayamón | 3                        | 3          | 3          | 2          | 1          | 0          | 0          |            |  |  |        |                      |        |        |        |        |        |        |        |
|  |                  | 8                     | Playeros de San Juan | ?                    | 2                | ?                | 3                | 3 | 3                    | 3                   |                          |            |            |            |            |            |            |            |  |  |        |                      |        |        |        |        |        |        |        |
|  | 4                | 8                     | Playeros de San Juan | ?                    | 2                | ?                | 3                | 3 | 3                    | 3                   | Caribes de San Sebastián | 0          | 1          | 3          | 3          | 2          |            |            |  |  |        |                      |        |        |        |        |        |        |        |
|  | 4                |                       |                      |                      |                  |                  |                  |   |                      |                     | Caribes de San Sebastián | 0          | 1          | 3          | 3          | 2          |            |            |  |  |        |                      |        |        |        |        |        |        |        |
|  | 5                | Vaqueros de Bayamón   | 3                    | 3                    | 1                | 2                | 3                |   |                      |                     |                          |            |            |            |            |            |            |            |  |  |        |                      |        |        |        |        |        |        |        |
|  |                  |                       |                      |                      |                  |                  |                  |   |                      |                     |                          |            |            |            |            |            |            |            |  |  | 2      | Changos de Naranjito | 3      | 0      | 0      | 3      | 3      | 3      |        |
|  |                  |                       | 8                    | Playeros de San Juan | 1                | 3                | 3                | 0 | 0                    | 1                   |                          |            |            |            |            |            |            |            |  |  |        |                      |        |        |        |        |        |        |        |
|  | 3                | Gigantes de Adjuntas  | 3                    | 2                    | 1                | 0                |                  |   |                      |                     |                          |            |            |            |            |            |            |            |  |  |        |                      |        |        |        |        |        |        |        |
|  | 6                | Patriotas de Lares    | 1                    | 3                    | 3                | 3                |                  |   |                      |                     |                          |            |            |            |            |            |            |            |  |  |        |                      |        |        |        |        |        |        |        |
|  | 6                | Patriotas de Lares    | 1                    | 3                    | 3                | 3                |                  | 2 | Changos de Naranjito | ?                   | 3                        | 3          | 3          | 3          |            |            |            |            |  |  |        |                      |        |        |        |        |        |        |        |
|  |                  |                       |                      |                      |                  |                  |                  | 2 | Changos de Naranjito | ?                   | 3                        | 3          | 3          | 3          |            |            |            |            |  |  |        |                      |        |        |        |        |        |        |        |
|  |                  | 6                     | Patriotas de Lares   | 3                    | 1                | 0                | ?                | 0 |                      |                     |                          |            |            |            |            |            |            |            |  |  |        |                      |        |        |        |        |        |        |        |
|  | 2                | 6                     | Patriotas de Lares   | 3                    | 1                | 0                | ?                | 0 | Changos de Naranjito | 3                   | 3                        | 3          |            |            |            |            |            |            |  |  |        |                      |        |        |        |        |        |        |        |
|  | 2                |                       |                      |                      |                  |                  |                  |   | Changos de Naranjito | 3                   | 3                        | 3          |            |            |            |            |            |            |  |  |        |                      |        |        |        |        |        |        |        |
|  | 7                | Plataneros de Corozal | 1                    | 2                    | ?                |                  |                  |   |                      |                     |                          |            |            |            |            |            |            |            |  |  |        |                      |        |        |        |        |        |        |        |

## Premi individuali
| Premio                   | Giocatrice        | Squadra              |
| ------------------------ | ----------------- | -------------------- |
| MVP della Regular Season | Jason Salmeri     | Rebeldes de Moca     |
| MVP delle finali         | Víctor Rivera     | Changos de Naranjito |
| Miglior palleggiatore    | Ángel Aja         | Rebeldes de Moca     |
| Miglior libero           | Saúl Morales      | Rebeldes de Moca     |
| Migliore allenatore      | Ariel Díaz        | Gigantes de Adjuntas |
| Miglior esordiente       | Enrique Escalante | Vaqueros de Bayamón  |
| Rising star              | José Guilloty     | Gigantes de Adjuntas |
| Miglior presidente       | Héctor Rodríguez  | Rebeldes de Moca     |